# (Acil-nosilac-protein) fosfodiestaraza
(acil-nosilac-protein) fosfodiestaraza (EC 3.1.4.14, ACP hidrolijaza, ACP fosfodiesteraza, AcpH, (acil-nosilac-protein) 4'-pantetein-fosfohidrolaza, holo-(acil-nosilac-protein) 4'-pantetein-fosfohidrolaza) je enzim sa sistematskim imenom holo-(acil-nosilac protein) 4'-pantetein-fosfohidrolaza. Ovaj enzim katalizuje sledeću hemijsku reakciju
holo-[acil-nosilac protein] + 2O {\displaystyle \rightleftharpoons } 4'-fosfopantetein + apo-[acil-nosilac protein]
Ovaj enzim razlaže acil-[acil-nosilac-protein] molekule sa acil lancima 6-16 ugljenika.

## Literatura
- Nicholas C. Price; Lewis Stevens (1999). Fundamentals of Enzymology: The Cell and Molecular Biology of Catalytic Proteins (Third изд.). USA: Oxford University Press. ISBN 019850229X.
- Eric J. Toone (2006). Advances in Enzymology and Related Areas of Molecular Biology, Protein Evolution (Volume 75 изд.). Wiley-Interscience. ISBN 0471205036.
- Branden C; Tooze J. Introduction to Protein Structure. New York, NY: Garland Publishing. ISBN 0-8153-2305-0.
- Irwin H. Segel. Enzyme Kinetics: Behavior and Analysis of Rapid Equilibrium and Steady-State Enzyme Systems (Book 44 изд.). Wiley Classics Library. ISBN 0471303097.

## Spoljašnje veze
- (acyl-carrier-protein)+phosphodiesterase на 